# Cohan
Pour les articles homonymes, voir Cohan (homonymie).
Cohan est une localité de la commune de Coulonges-Cohan et une ancienne commune française, située dans le département de l'Aisne en région Hauts-de-France.

## Géographie
La commune avait une superficie de 5,55 km2.

## Histoire
La commune de Cohan a été créée lors de la Révolution française. Le 1er janvier 1971, elle est supprimée à la suite d'un arrêté préfectoral du 7 décembre 1970. Son territoire est alors rattaché à la commune voisine de Coulonges-en-Tardenois par le même arrêté et la nouvelle entité prend le nom de Coulonges-Cohan.

## Administration
Jusqu'à sa suppression en 1971, la commune faisait partie du canton de Fère-en-Tardenois dans le département de l'Aisne. Elle portait le code commune 02202. Elle appartenait aussi à l'arrondissement de Château-Thierry depuis 1801 et au district de Château-Thierry entre 1790 et 1795. La liste des maires de Cohan est :
| Période                                  | Période | Identité | Étiquette | Qualité |
| ---------------------------------------- | ------- | -------- | --------- | ------- |
|                                          |         |          |           |         |
| Les données manquantes sont à compléter. |         |          |           |         |

## Démographie
Jusqu'en 1971, la démographie de Cohan était :
| 1793 | 1800 | 1806 | 1821 | 1831 | 1836 | 1841 | 1846 | 1851 |
| ---- | ---- | ---- | ---- | ---- | ---- | ---- | ---- | ---- |
| 253  | 259  | 238  | 251  | 238  | 226  | 225  | 189  | 204  |

| 1856 | 1861 | 1866 | 1872 | 1876 | 1881 | 1886 | 1891 | 1896 |
| ---- | ---- | ---- | ---- | ---- | ---- | ---- | ---- | ---- |
| 185  | 186  | 180  | 177  | 163  | 161  | 147  | 147  | 131  |

| 1901 | 1906 | 1911 | 1921 | 1926 | 1931 | 1936 | 1946 | 1954 |
| ---- | ---- | ---- | ---- | ---- | ---- | ---- | ---- | ---- |
| 121  | 131  | 106  | 113  | 111  | 109  | 103  | 119  | 92   |

| 1962 | 1968 | - | - | - | - | - | - | - |
| ---- | ---- | - | - | - | - | - | - | - |
| 83   | 88   | - | - | - | - | - | - | - |

## Patrimoine
- Église Saint-Jean-Baptiste de Cohan